# TwinVQ
TwinVQ is een audiocompressietechniek ontwikkeld in 1994 door het Japanse Nippon Telegraph and Telephone (NTT). De compressietechniek maakt gebruik van vectorkwantisatie in het coderingsproces en werd zowel toegepast in gestandaardiseerde als gepatenteerde ontwerpen.
De term is afkomstig van het Engelse transform-domain weighted interleave vector quantization.

## Gepatenteerd audioformaat
TwinVQ maakt gebruik van dubbele vectorkwantisatie. De codec ondersteunt bitsnelheden van 80, 96, 112, 128, 160 en 192 kilobit per seconde.
Een gepatenteerd compressieschema werd door Yamaha op de markt gebracht als SoundVQ. De bestandsextensie is .VQF.
Yamaha claimt dat TwinVQ-bestanden 30 tot 35 procent kleiner zijn dan vergelijkbare MP3-bestanden. Hierbij zou een 96 kbit/s TwinVQ-bestand ruwweg dezelfde kwaliteit hebben als een MP3 van 128 kbit/s.
Yamaha bracht TwinVQ op de markt als een alternatief voor MP3, maar het bestandsformaat werd nooit echt populair. Dit was mede te wijten door het patentrecht dat Yamaha bezit. Hierdoor waren er vrijwel geen hardware- en softwarespelers beschikbaar om het formaat af te kunnen spelen.

## MPEG-4
In de context van de MPEG-4-compressiestandaard is TwinVQ een audiocodec geoptimaliseerd voor de codering van zeer lage bitsnelheden van circa 8 kbit/s.
TwinVQ is momenteel een van de objecttypes die wordt gedefinieerd in de MPEG-4 audiostandaard als onderdeel van ISO/IEC 14496-3.

## Nadelen
Nadelen van het audioformaat zijn: maximaal twee kanalen, geen variabele bitsnelheid, zeer langzame coderingsfase en hogere processorbelasting bij het afspelen door de sterkere compressie.

## Softwareondersteuning
Er zijn enkele softwarepakketten die het TwinVQ-formaat ondersteunen. Dit zijn SoundVQ, WinAmp (via een plug-in), K-Jöfol, libavcodec, en oudere versies van Nero Burning ROM.